# Mukhya Upaniṣad

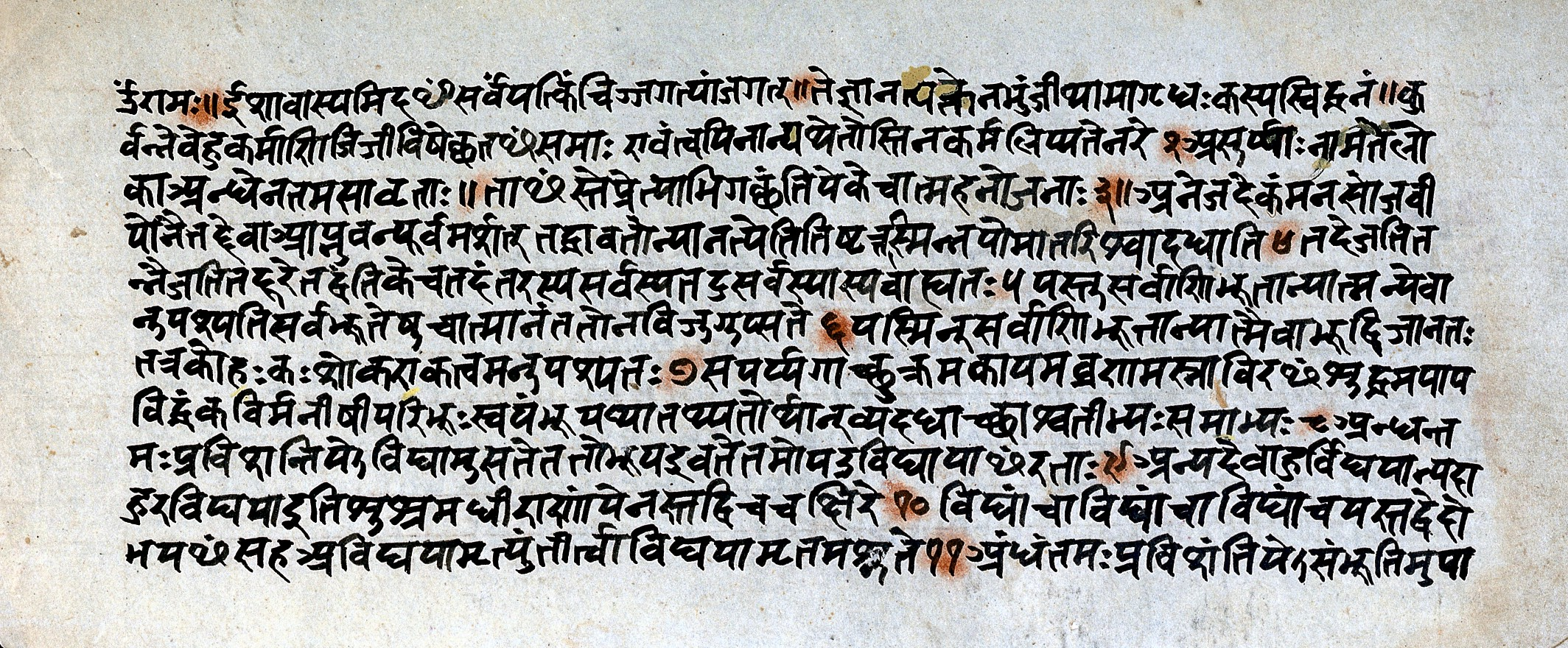
Extrait du Īśa Upaniṣad

Les Mukhya Upaniṣad (Mukhya signifie en sanskrit "principal") sont les douze plus anciennes Upaniṣad principales, commentées au IXe siècle en partie par le philosophe et mystique Ādi Śaṅkara. Celles-ci sont antérieures à l'Ère commune et font partie de la Śruti. La Muktikā Upaniṣad les classe selon un canon de 108 Upaniṣad.

## Liste des douze Upaniṣad principales
La liste des dix Upaniṣad majeures, qui ont été commentées par Ādi Śaṅkara, est selon l'ordre de la Muktikā Upaniṣad : 
1. Īśa Upaniṣad
2. Kenopaniṣad
3. Kaṭhopaniṣad
4. Praśna Upaniṣad
5. Muṇḍakopaniṣad
6. Māṇḍūkyopaniṣad
7. Taittirīyopaniṣad
8. Aitareya Upaniṣad
9. Chāndogyopaniṣad
10. Bṛhadāraṇyaka Upaniṣad

À cette liste, il faut ajouter les deux Upanishads suivantes :
- Śvetāśvatara Upaniṣad (14)
- Kauṣītakyupaniṣad (25)